# Bezzia atripluma
Bezzia atripluma är en tvåvingeart som beskrevs av Jean-Jacques Kieffer 1919. Bezzia atripluma ingår i släktet Bezzia och familjen svidknott. Inga underarter finns listade i Catalogue of Life.